# Yu Kanamaru
 (juillet 2023).
Yu Kanamaru (金丸 悠, Kanamaru Yū), né le 13 mai 1994 à Tokyo, au Japon, est un pilote automobile japonais qui participe en 2017 au championnat de Formule V8 3.5 avec l’écurie italienne RP Motorsport.

## Biographie

### Débuts en monoplace en Formule Renault 2.0 (2012-2013)
En 2012, Yu Kanamaru fait ses débuts en monoplace dans le championnat Eurocup Formula Renault 2.0 avec l'écurie belge KTR, mais il ne parvient pas à marquer le moindre point et termine trente-neuvième. Il participe aussi au championnat de Formula Renault 2.0 Northern European Cup, dans lequel il remporte une victoire et se classe dix-septième avec 97 points.
En 2013, il se réengage pour une nouvelle saison avec KTR en Eurocup Formula Renault 2.0, mais là encore il ne marque sans aucun points et termine à une trente-et-unième place à l'arrivée. En Formula Renault 2.0 NEC, il marque 47 points et termine à la vingt-sixième place.

### Poursuite en Euroformula Open (2014-2015)
En 2014, Kanamaru s'engage en Euroformula Open avec l'écurie créée par Emilio de Villota. Il y signe deux meilleurs tours de la course et monte quatre fois sur le podium. Il termine quatrième avec 128 points. Il s'engage parallèlement dans le Championnat d'Espagne de Formule 3 où il décroche un meilleur tour et un podium, ce qui lui permet de finir cinquième avec 47 points.
En 2015, il renouvelle sa participation  en Euroformula Open. Il réalise deux pole-positions, un meilleur tour, remporte une victoire et monte sept fois sur le podium. Sa saison lui permet de terminer troisième du championnat avec 206 points. En F3 espagnole, il récolte trois podiums et finit dans les points régulièrement, terminant ainsi troisième avec 88 points.

### La Formule V8 3.5 (2015-2017)
En 2015, il fait ses débuts en Formula Renault 3.5 Series où il signe avec Pons Racing mais ne dispute que six courses. Il inscrit neuf points et se classe dix-huitième du championnat.
L'année suivante le championnat est renommé en Formule V8 3.5 et Kanamaru change d'équipe pour Teo Martín Motorsport. Durant la saison, il termine régulièrement dans les points ce qui lui permet de terminer huitième du championnat avec 85 points.
En 2017, il change de nouveau d'équipe et passe chez RP Motorsport. Il monte une fois sur le podium et réalise un meilleur tour, en plus d'obtenir régulièrement des points. Il se classe ainsi septième du championnat avec 115 points.

## Carrière

### Résultats en monoplace
| Saison    | Championnat                        | Écurie                     | Courses | Victoires | Pole positions | Meilleurs tours | Podiums | Points | Classement |
| --------- | ---------------------------------- | -------------------------- | ------- | --------- | -------------- | --------------- | ------- | ------ | ---------- |
| 2012      | Eurocup Formula Renault 2.0        | KTR                        | 14      | 0         | 0              | 0               | 0       | 0      | 39e        |
| 2012      | Formula Renault 2.0 NEC            | KTR                        | 20      | 1         | 0              | 0               | 1       | 97     | 17e        |
| 2013      | Eurocup Formula Renault 2.0        | KTR                        | 14      | 0         | 0              | 0               | 0       | 0      | 31e        |
| 2013      | Formula Renault 2.0 NEC            | KTR                        | 8       | 0         | 0              | 0               | 0       | 47     | 26e        |
| 2014      | Euroformula Open                   | EmiliodeVillota Motorsport | 16      | 0         | 0              | 2               | 4       | 128    | 4e         |
| 2014      | Championnat d'Espagne de Formule 3 | EmiliodeVillota Motorsport | 6       | 0         | 0              | 1               | 1       | 47     | 5e         |
| 2015      | Euroformula Open                   | EmiliodeVillota Motorsport | 16      | 1         | 2              | 1               | 7       | 206    | 3e         |
| 2015      | Championnat d'Espagne de Formule 3 | EmiliodeVillota Motorsport | 6       | 0         | 0              | 1               | 3       | 88     | 3e         |
| 2015      | Formula Renault 3.5 Series         | Pons Racing                | 6       | 0         | 0              | 0               | 0       | 9      | 18e        |
| 2016      | Formule V8 3.5                     | Teo Martín Motorsport      | 18      | 0         | 0              | 0               | 0       | 85     | 8e         |
| 2017      | Formule V8 3.5                     | RP Motorsport              | 18      | 0         | 0              | 1               | 1       | 115    | 7e         |
| 2018      | Championnat du Japon de Formule 3  | B-MAX Racing Team          | 19      | 0         | 0              | 0               | 3       | 40     | 5e         |
| 2019      | Championnat d'Asie de Formule 3    | Super Lisence              | 9       | 0         | 0              | 0               | 0       | 50     | 9e         |
| 2019-2020 | Championnat d'Asie de Formule 3    | BlackArts Racing Team      | 15      | 1         | 0              | 0               | 2       | 104    | 6e         |
| 2020      | Formule Régionale Japon            | Sutekina Racing Team       | 5       | 0         | 0              | 0               | 4       | 75     | 7e         |
| 2023      | Formule Régionale Japon            | Sutekina Racing Team       | 3       | 1         | 0              | 1               | 3       | 55     | 9e         |